# Kościół Wniebowzięcia Najświętszej Maryi Panny w Solnikach Małych
Kościół Wniebowzięcia Najświętszej Maryi Panny – rzymskokatolicki kościół filialny we wsi Solniki Małe należący do parafii św. Józefa Oblubieńca Najświętszej Maryi Panny w Bierutowie.

## Historia i architektura
Pierwotnie ewangelicki, obecnie katolicki, został wzniesiony w stylu klasycystycznym pod kierownictwem budowniczego Wartenberga z Brzegu, wg projektu Karola Fryderyka Schinkla. Został przebudowany w latach 1859–1863. Orientowany, murowany z cegły z zakrystia i wieżą na przeciwległych krótszych bokach jest nakryty dachem dwuspadowym, z płaskim stropem we wnętrzu oraz wyposażeniem z okresu budowy świątyni.
W 2010 roku elewacja zewnętrzna kościoła przeszła generalną renowację. W obrębie murów okalających kościół zachowało się kilka nagrobków po dawnym cmentarzu. W tym grób proboszcza parafii Solniki Małe Richarda Rassek z 1930.

## Galeria

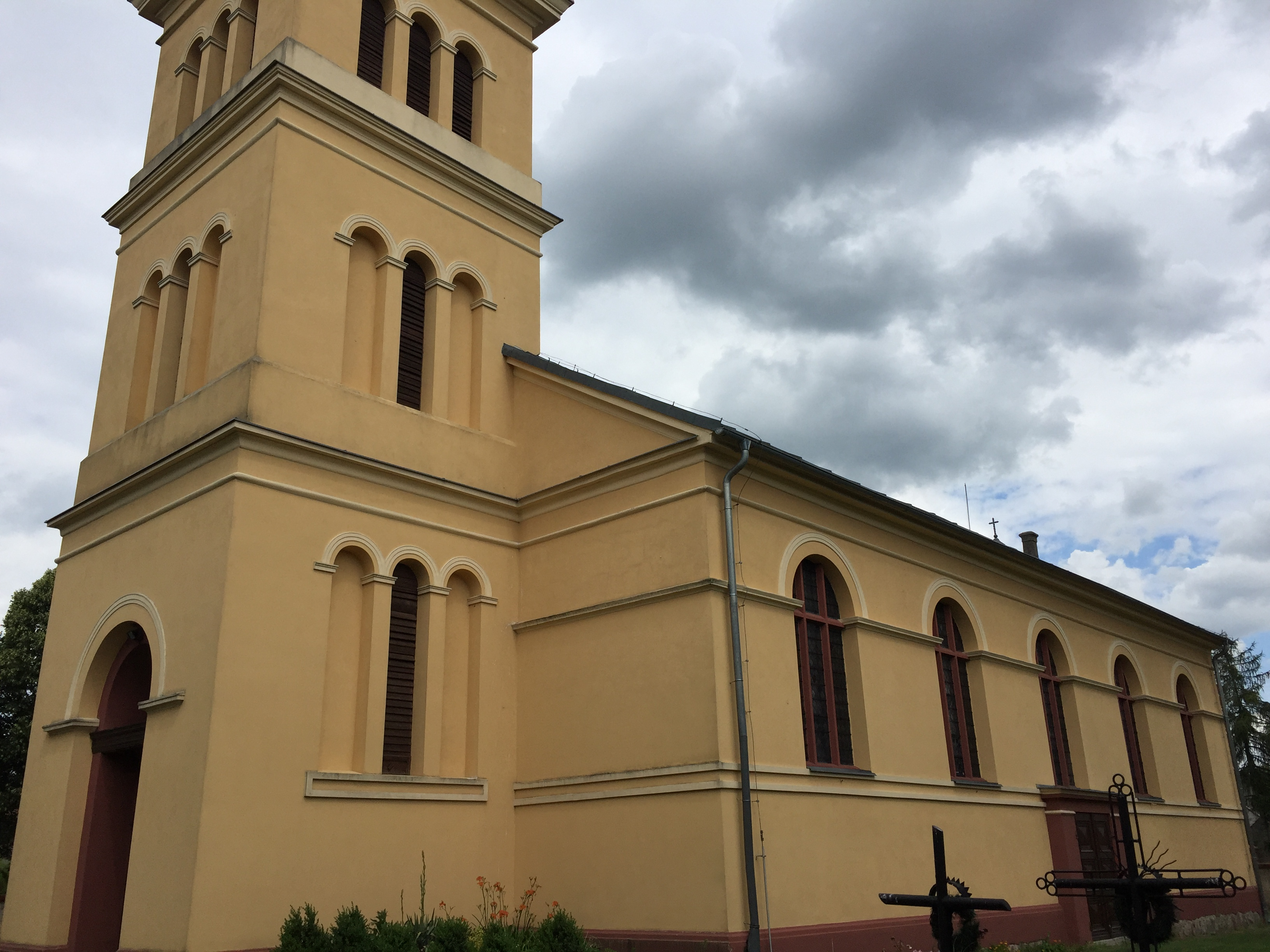
Widok od południowego zachodu
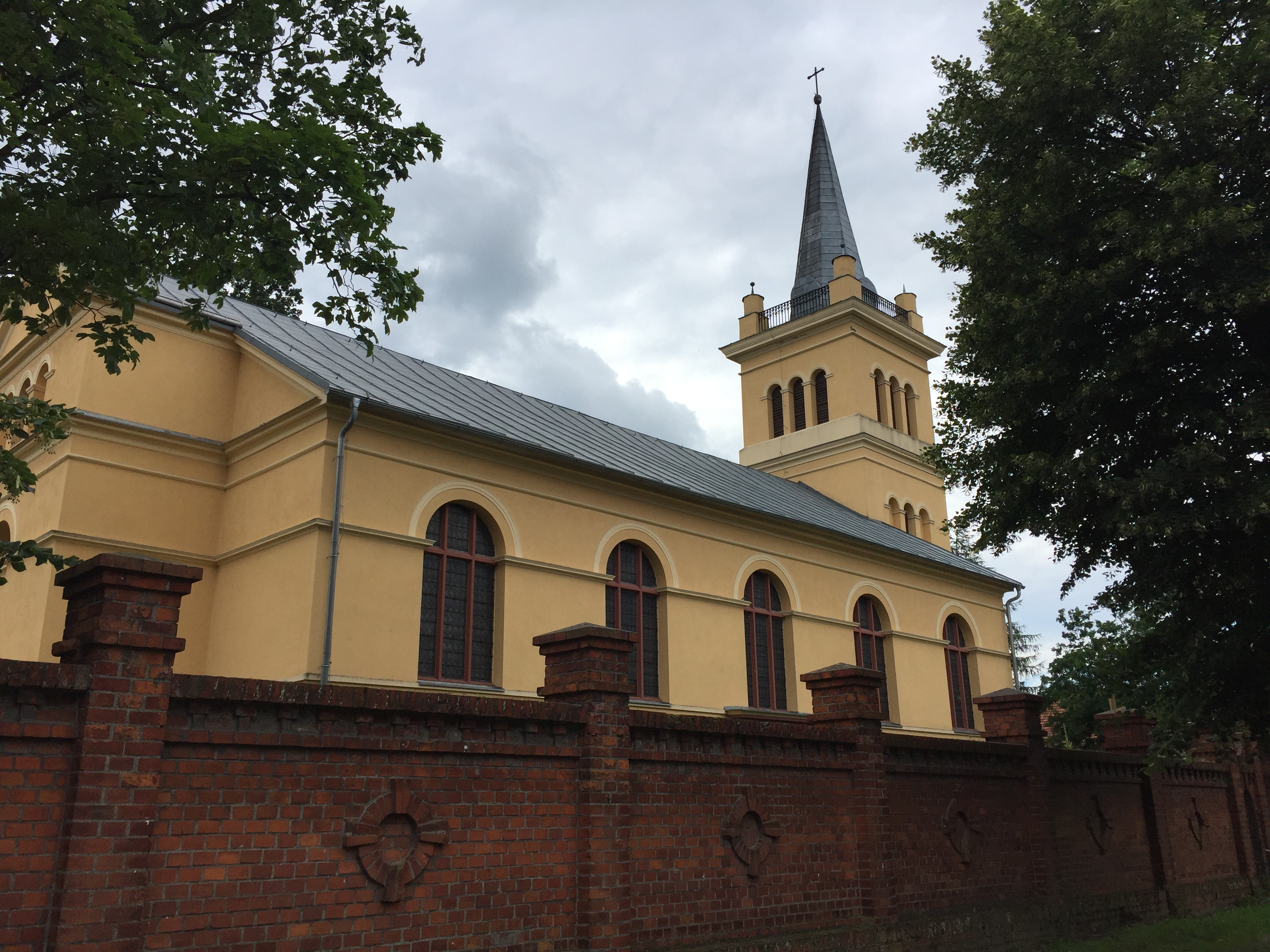
Widok na kościół zza okalającego go muru
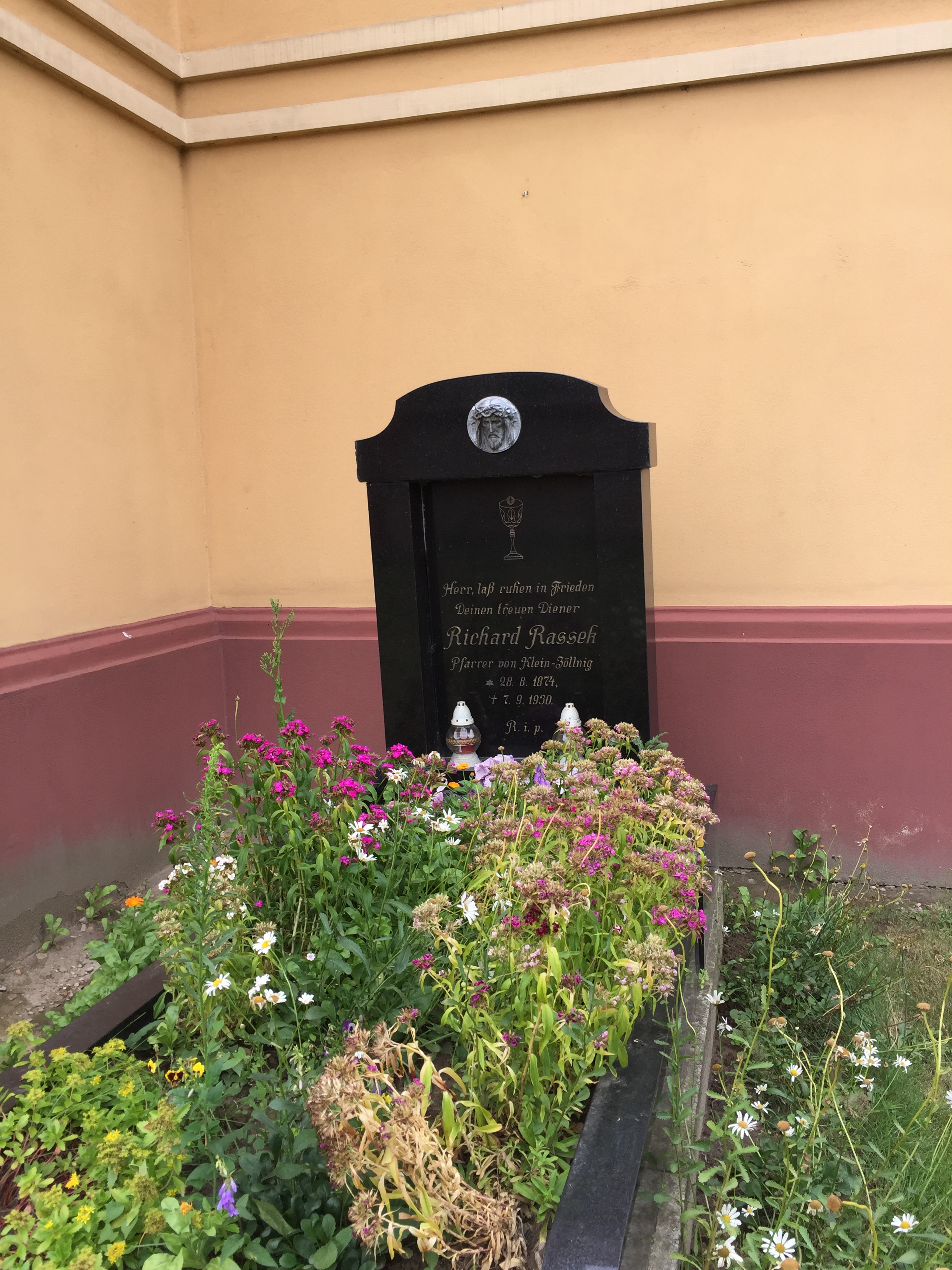
Umiejscowiony przy murze kościoła grób proboszcza parafii Solniki Małe Richarda Rassek z 1930